# Koło pakowane w okrąg
Koło pakowane w okrąg – dwuwymiarowy problem rozmieszczenia kół o stałym promieniu w okręgu o jak najmniejszym promieniu.
Tabela minimalnych rozwiązań problemu (w przypadku kilku rozwiązań przedstawiono tylko jeden wariant):
| Liczba okręgów wpisanych o promieniu r=1 | Promień okręgu, w który wpisane są okręgi                                                           | Gęstość   | Optymalność rozwiązania                           | Schemat |
| ---------------------------------------- | --------------------------------------------------------------------------------------------------- | --------- | ------------------------------------------------- | ------- |
| 1                                        | 1                                                                                                   | 1.0000    | Trywialna.                                        |         |
| 2                                        | 2                                                                                                   | 0.5000    | Trywialna.                                        |         |
| 3                                        | {\displaystyle 1+{\frac {2}{3}}{\sqrt {3}}} ≈ 2.154...                                              | 0.6466... | Trywialna.                                        |         |
| 4                                        | {\displaystyle 1+{\sqrt {2}}} ≈ 2.414...                                                            | 0.6864... | Trywialna.                                        |         |
| 5                                        | {\displaystyle 1+{\sqrt {2(1+{\frac {1}{\sqrt {5}}})}}} ≈ 2.701...                                  | 0.6854... | Trywialna, wykazana przez R. Grahama w 1968 r.    |         |
| 6                                        | 3                                                                                                   | 0.6667... | Trywialna, wykazana przez R. Grahama w 1968 r.    |         |
| 7                                        | 3                                                                                                   | 0.7778... | Trywialna.                                        |         |
| 8                                        | {\displaystyle 1+{\frac {1}{\sin({\frac {\pi }{7}})}}} ≈ 3.304...                                   | 0.7328... | Optymalność wykazana przez U. Pirla w 1969 r.     |         |
| 9                                        | {\displaystyle 1+{\sqrt {2(2+{\sqrt {2}})}}} ≈ 3.613...                                             | 0.6895... | Optymalność wykazana przez U. Pirla w 1969 r.     |         |
| 10                                       | 3.813...                                                                                            | 0.6878... | Optymalność wykazana przez U. Pirla w 1969 r.     |         |
| 11                                       | {\displaystyle 1+{\frac {1}{\sin({\frac {\pi }{9}})}}} ≈ 3.923...                                   | 0.7148... | Optymalność wykazana przez H. Melissena w 1994 r. |         |
| 12                                       | 4.029...                                                                                            | 0.7392... | Optymalność wykazana przez F. Fodora w 2000 r.    |         |
| 13                                       | {\displaystyle 2+{\sqrt {5}}} ≈4.236...                                                             | 0.7245... | Optymalność wykazana przez F. Fodora w 2003 r.    |         |
| 14                                       | 4.328...                                                                                            | 0.7474... | Uważa się za optymalne.                           |         |
| 15                                       | {\displaystyle 1+{\sqrt {6+{\frac {2}{\sqrt {5}}}+4{\sqrt {1+{\frac {2}{\sqrt {5}}}}}}}} ≈ 4.521... | 0.7339... | Uważa się za optymalne.                           |         |
| 16                                       | 4.615...                                                                                            | 0.7512... | Uważa się za optymalne.                           |         |
| 17                                       | 4.792...                                                                                            | 0.7403... | Uważa się za optymalne.                           |         |
| 18                                       | {\displaystyle 1+{\sqrt {2}}+{\sqrt {6}}} ≈ 4.863...                                                | 0.7611... | Uważa się za optymalne.                           |         |
| 19                                       | {\displaystyle 1+{\sqrt {2}}+{\sqrt {6}}} ≈ 4.863...                                                | 0.8034... | Optymalność wykazana przez F. Fodora w 1999 r.    |         |
| 20                                       | 5.122...                                                                                            | 0.7623... | Uważa się za optymalne.                           |         |

Podobne dane są dostępne na stronie internetowej Packomania w zakresie do 2600 kręgów.